# Ellen ten Damme
Ellen ten Damme (Warnsveld, 7 oktober 1967) is een Nederlandse actrice en zangeres.

## Levensloop
Ten Damme groeide op in het Drentse dorp Roden. Ze ging in het Groningse Leek op het Nienoordcollege naar school en studeerde Nederlands aan de Rijksuniversiteit Groningen. Daarna genoot ze een vooropleiding aan het Hilversums Conservatorium en de Kleinkunstacademie in Amsterdam, waar ze zich concentreerde op pianospelen. Later is ze zich ook gaan toeleggen op viool en gitaar.
Ten gevolge van haar extreme verlegenheid als kind, wilde zij zich uiten door zich in fel gekleurde kleding te steken, wat door haar moeder werd veroordeeld. Later uitte zij zich hierdoor in rebels gedrag en gezien willen worden, door op te treden in bandjes. Vervolgens vond zij haar eigen weg door extreme uitingen in uiteenlopende kunstvormen aan te gaan.
Als tiener was ze topturnster en trainde ze zo’n drie uur per dag. Ze stopte op haar zestiende met turnen, maar had daarmee wel de basis gelegd voor haar soms acrobatische theatershows.
Sinds juni 2010 zet Ten Damme zich in als ambassadrice van Stichting B!NK, die zich inzet voor kinderen in niet-westerse landen. In 2011 werd zij ambassadrice voor het Wereld Natuur Fonds.

### Film- en televisiecarrière
In juli 1991 maakte Ten Damme haar acteerdebuut in Paul Ruvens muzikale eindexamenfilm De tranen van Maria Machita waarvoor ze meteen al genomineerd werd voor een Gouden Kalf in de categorie Beste actrice. Ze speelde in De kleine blonde dood de rol van Dédé. Grotere bekendheid kreeg ze als het hulpje Joosje in de advocatenserie Pleidooi. Films als All Stars en No Trains No Planes volgden, evenals de kaskraker voor jongeren Volle maan. Verder speelt ze naast Huub Stapel in reclamespotjes voor Zwitserleven. Ellen ten Damme heeft ook een rol gehad als het 'Reetenjongh' in De Heeren van 'de Bruyne Ster' van Jiskefet. In 2009 had ze een kleine rol in de videoclip van Walibi Fright Nights Eddie's back in town. Ook speelt ze een redelijk grote rol in de filmserie Mijn vader is een detective en verscheen ze, naast o.a. Pierre Bokma, in een aflevering van Dalziel and Pascoe.

### Muziekcarrière

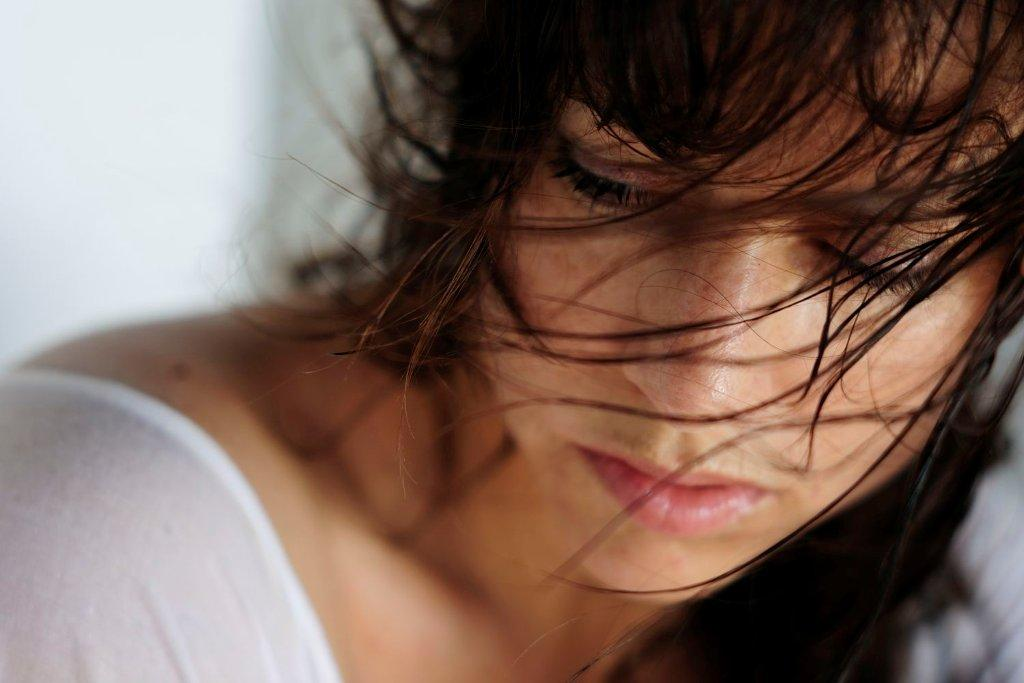
Ellen ten Damme

Ten Damme zong verschillende soundtracks van films in waaronder Honneponnetje. Ze zong voor deze film de single Trust In A Feeling in onder de naam Ellen D. Als zangeres trad ze op met de band Soviet Sex. Solo heeft ze zes albums uitgebracht: Kill Your Darlings (1995), I Am Here (2001), Impossible Girl (2007), Durf jij? (2009), Het regende zon (2012) en Berlin (2014). In 2002 had ze een hit met het nummer Vegas, waarbij ze in de clip gekleed in bruidsjurk zoent met Katja Schuurman.
Ten Damme is zeer bekend in Duitsland dankzij rollen in veel (televisie)films. Ze spreekt en zingt vrijwel accentloos Duits. Op 12 maart 2005 nam Ten Damme met het door Udo Lindenberg gecomponeerde Plattgeliebt deel aan de voorrondes van het Duitse Nationale Songfestival dat ze niet won. De titel van het lied was oorspronkelijk Plattgefickt ('platgeneukt'), maar werd door Udo Lindenberg tactisch gewijzigd in Plattgeliebt. Het lied is een anti-oorlogslied gericht tegen George W. Bush en zijn beleid inzake Irak. Ten Damme was ook te zien in een filmpje dat werd afgespeeld tijdens het optreden van Rowwen Hèze toen die hun single Klompendans speelden.
Op het Nederlandse luik van het festival Live Earth van 7 juli 2007 trad ze solo op. Bij de theatertournee door Nederland, getiteld Von Kopf bis Fuss, zong Ten Damme niet alleen de rocknummers van haar meest recente cd, maar ook Duitstalige nummers van Bertolt Brecht, Kurt Weill, Marlene Dietrich (waarbij ze net als Dietrich een hoge hoed opzette) en Nina Hagen, alsook de ongecensureerde versie van Plattgefickt. Op 9 november 2007 begon Ellen aan haar clubtour, de Impossible Girl Clubtour, die tot 20 januari 2008 duurde. Deze show bestond uit afwisselend rock en ingetogen nummers. Ze speelde nummers van haar cd Impossible Girl, maar ook van twee oudere cd's, I Am Here (2001) en Kill Your Darlings (1995).
In het kader van het Carré WereldZomerFestival trad Ten Damme van 5 tot en met 30 augustus 2009 op in de speciaal rondom haar gemaakte internationale circusshow Cirque Stiletto. De regie was in handen van Stanley Burleson. Daarna volgde de theatertour Durf jij? met een gelijknamige cd. Hierin zong ze Nederlandstalige liedjes van onder anderen dichter Ilja Leonard Pfeijffer. De cd kwam uit op 13 november 2009 en ontving in het najaar van 2010 goud. Voor beide voorstellingen ontving ze in datzelfde jaar de Gouden Notekraker.

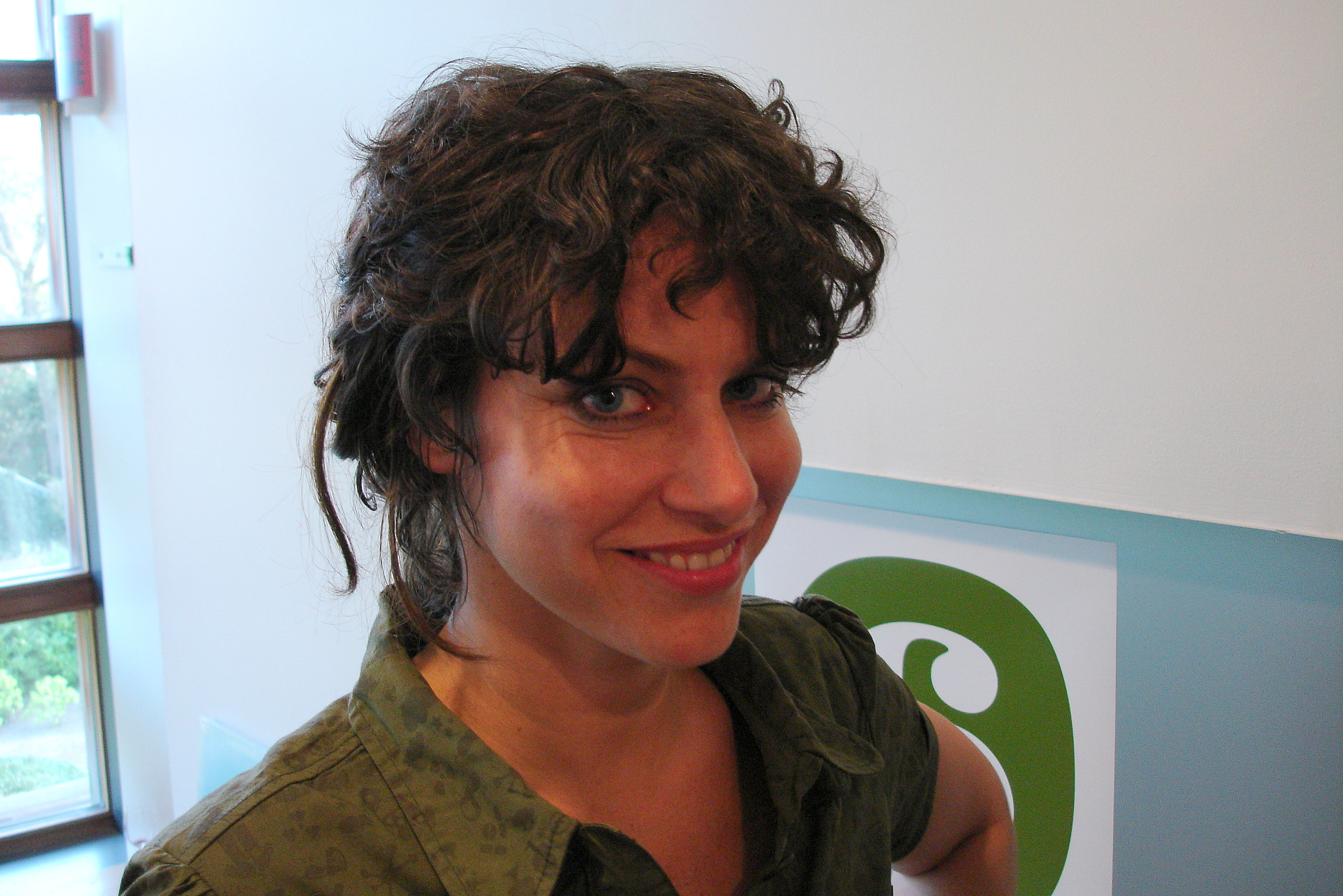
Ellen ten Damme in 2007

In 2010 nam Ten Damme deel aan het tweede seizoen van het EO-programma De Mattheus Masterclass, waarin niet-klassiek geschoolde artiesten een deel van Bachs Mattheuspassie uitvoeren in de St. Vituskerk in Hilversum. Ook was ze ondergoed-model voor Mey.
In 2014 bracht ze het album Berlin uit, bestaande uit Duitstalige nummers, begeleid door The Magpie Orchestra. Een jaar later volgde het Nederlandstalige Alles Draait.
In 2016 vertolkte ze Maria in het muziekevenement The Passion te Amersfoort.
In 2017 kwam het Franstalige album Paris uit, eveneens met The Magpie Orchestra. In 2017, 2018 en 2019 speelde zij de voorstelling "Paris-Berlin", waarin Duits- en Franstalige nummers centraal stonden.
In 2019 startte de theatertour Casablanca. Op 20 december 2019 verscheen het gelijknamige album.
In 2023 startte zij met haar landelijke tournee Barock, als vervolg op de voorgaande theatertours.

### Privéleven
Ellen ten Damme was van 1998 tot 2004 getrouwd met de Duitse acteur Markus Knüfken. Vervolgens had ze een langdurige relatie met gitarist Robin Berlijn en daarna met fotograaf Danny Ellinger. Ze is sinds ca. 2020 samen met pianist Ringo Maurer.
Ten Damme kreeg driemaal borstkanker en genas daar alle drie de keren van, in 2005, 2017 en 2022.
In 2022 verklaarde Ten Damme tegen het Openbaar Ministerie dat rapper Ali B haar tijdens de opnames van Ali B en de muziekkaravaan in 2014 had verkracht; haar verklaringen werden meegenomen in de rechtszaak tegen Ali B. Ali B werd op 12 juli 2024 door de rechter schuldig bevonden aan poging tot verkrachting van Ten Damme en een verkrachting in een andere zaak.

## Filmografie

### Film
- 1991: De tranen van Maria Machita, als Maria Machita
- 1992: Fear and Desire, als Marieke
- 1993: De kleine blonde dood, als Dédé
- 1993: The Best Thing in Life, als Renee
- 1994: Wildgroei, als Maro Lammerse
- 1995: Wilder Westerwald, als Verena
- 1996: Hoerenpreek, als Trees
- 1997: All Stars, als Deborah
- 1997: Die Musterknaben, als Wanda
- 1998: Supersingle, als Conny
- 1998: Das Paar des Jahres, als Lisa
- 1998: Kai Rabe gegen die Vatikankiller, als Stefanie Rabe
- 1998: Full Feedback, als Linda
- 1999: Herzlos, als Lisa Kramer
- 1999: No Trains No Planes, als Paula
- 1999: Bang Boom Bang - Ein todsicheres Ding, als Maike
- 1999: An Amsterdam Tale, als Charley
- 1999: Ne günstige Gelegenheit, als Katja Hellwein
- 1999: S. geht rund, als Susanne
- 2000: The Gas Station, als vrouw
- 2000: Conamara, als Maria
- 2000: Die Hässliche, als Silvie
- 2001: Vergeef me, als vrouw bij het strand
- 2001: Schizo, als Stefanie
- 2002: Fickende Fische, als Caro
- 2002: Der Verehrer, als Nicole
- 2002: Volle maan, als Sacha
- 2002: Atlantic Affairs, als Ellen
- 2003: Interview, als Ellen
- 2003: Europe - 99euro-films 2, als zangeres
- 2003: Seventeen, als vrouw
- 2003: Egofixe, als Thirza Kneypp
- 2004: Ellektra, als Ellen
- 2004: Mein Bruder ist ein Hund, als Ica Müller
- 2004: Ferienfieber, als Natascha
- 2005: Castingx, als Helena
- 2005: Suspect, als Lydia De Beule
- 2007: Das Leuchten der Sterne, als Nina Neuner
- 2007: Moordwijven, als glittervrouw
- 2008: Blackwater Fever
- 2009: Mijn vader is een detective: Het geheimzinnige forteiland, als Femke
- 2011: Mijn vader is een detective: De wet van 3, als Femke
- 2012: Mijn vader is een detective: The Battle, als Femke
- 2014: De overgave, als Elly
- 2017: Smurfs: The Lost Village, als Smurfstorm (stemrol)
- 2021: Spirit Untamed, als Milagro Navarro Prescott (stemrol)
- 2024: Binnenstebuiten 2, als Ennui (stemrol)
- 2024: Paradijs, als Tineke

### Televisie
- 1992: Streetwise, als Mieke
- 1992: 12 steden, 13 ongelukken, als Esther
- 1993: We zijn weer thuis, als Bente Jaarsveld
- 1993-1995: Pleidooi, als Joosje
- 1993: Roken, waarom zou je?, als zangeres
- 1995: M'n dochter en ik, als Tanja
- 1995: Flodder, als Mascha
- 1995: 12 steden, 13 ongelukken, als Janette
- 1995-1997: Jiskefet, als Reetenjongh
- 1996: De eenzame oorlog van Koos Tak, als Saskia
- 1997: Baantjer, als Daphne IJf
- 1998: Combat, als Marjolein Kleyweg
- 1998: Aus heiterem Himmel, als Amelie Dufresne-Friese
- 1998: Windkracht 10, als Michelle
- 1999: Blauw blauw, als Janneke
- 1999: Zwei Männer am Herd, als Xenia van de Berg
- 2001: Bronski & Bernstein, als Jenneke
- 2001: Alarm für Cobra 11 - Die Autobahnpolizei, als Silvia van Delore
- 2002: Costa!, als Eva
- 2002: Tatort, als Kareen Brandner
- 2004: Wolffs Revier, als Jolanda
- 2005: Die Rosenheim-Cops, als Mona Hase
- 2005-2008: Fünf Sterne, als Rita Marquard
- 2006: Dalziel and Pascoe, als Frida Aalst
- 2009: De hoofdprijs, als Peggy
- 2010: De TV Kantine, als hertogin Ludovika
- 2014: Flikken Maastricht, als Valerie
- 2015: Sinterklaasjournaal, als zangeres
- 2016: The Passion, als Maria
- 2019: Tatort, als Frida de Kuyper
- 2021: Negen Koffers (documentaire over het Jiddische muziekcabaret LiLaLo)

## Discografie

### Albums
| Album met eventuele hitnotering(en) in de Nederlandse Album Top 100 | Datum van verschijnen | Datum van binnenkomst | Hoogste positie | Aantal weken | Opmerkingen |
| ------------------------------------------------------------------- | --------------------- | --------------------- | --------------- | ------------ | ----------- |
| Kill your darlings                                                  | 1995                  | -                     |                 |              |             |
| I am here                                                           | 2001                  | 12-05-2001            | 53              | 5            |             |
| Unbeschreiblich Weiblich                                            | 2005                  |                       |                 |              |             |
| Impossible girl                                                     | 2007                  | 07-04-2007            | 22              | 10           |             |
| Durf jij?                                                           | 13-11-2009            | 21-11-2009            | 13              | 47           | Goud        |
| Het regende zon                                                     | 18-05-2012            | 26-05-2012            | 4               | 17           |             |
| Berlin                                                              | 26-09-2014            | 04-10-2014            | 7               | 6            |             |
| Alles draait                                                        | 25-09-2015            | 03-10-2015            | 22              | 1*           |             |
| Paris                                                               | 25-11-2017            |                       | 9               |              |             |
| Casablanca                                                          | 08-11-2019            |                       |                 |              |             |
| Barock                                                              | 2023                  |                       |                 |              |             |

### Singles
| Single met eventuele hitnotering(en) in de Nederlandse Top 40 | Datum van verschijnen | Datum van binnenkomst | Hoogste positie | Aantal weken | Opmerkingen                          |
| ------------------------------------------------------------- | --------------------- | --------------------- | --------------- | ------------ | ------------------------------------ |
| Trust in A Feeling                                            | 1988                  |                       |                 | -            |                                      |
| Birthday                                                      | 1994                  |                       |                 | -            |                                      |
| I Love You                                                    | 1995                  |                       |                 | -            |                                      |
| Sexreligion                                                   | 1995                  |                       |                 | -            |                                      |
| It ain't easy                                                 | 2001                  | 07-04-2001            | tip12           | -            | Nr. 68 in de Single Top 100          |
| Miss you                                                      | 2001                  | 17-11-2001            |                 |              | Nr. 64 in de Single Top 100          |
| Vegas                                                         | 2002                  | 01-02-2003            | tip2            | -            | Nr. 31 in de Single Top 100          |
| Wat is dromen                                                 | 2010                  | 02-10-2010            | 17              | 13           | met 3JS / Nr. 1 in de Single Top 100 |
| Het regende zon                                               | 2012                  | -                     |                 |              | Nr. 100 in de Single Top 100         |
| Más Caliente in Magnetron                                     | 17-07-2020            | -                     |                 |              |                                      |

### NPO Radio 2 Top 2000
| Nummer met noteringen in de NPO Radio 2 Top 2000 | '10 | '11 | '12 | '13  | '14  | '15  |
| ------------------------------------------------ | --- | --- | --- | ---- | ---- | ---- |
| Wat is dromen (met 3JS)                          | 357 | 155 | 781 | 1162 | 1285 | 1513 |

1. ↑  Een vetgedrukt getal geeft de hoogste notering aan.
2. ↑  2010 was het eerste jaar met een notering voor dit nummer.
3. ↑  Deze tabel is bijgewerkt tot en met de meest recente editie (2024).

## Varia

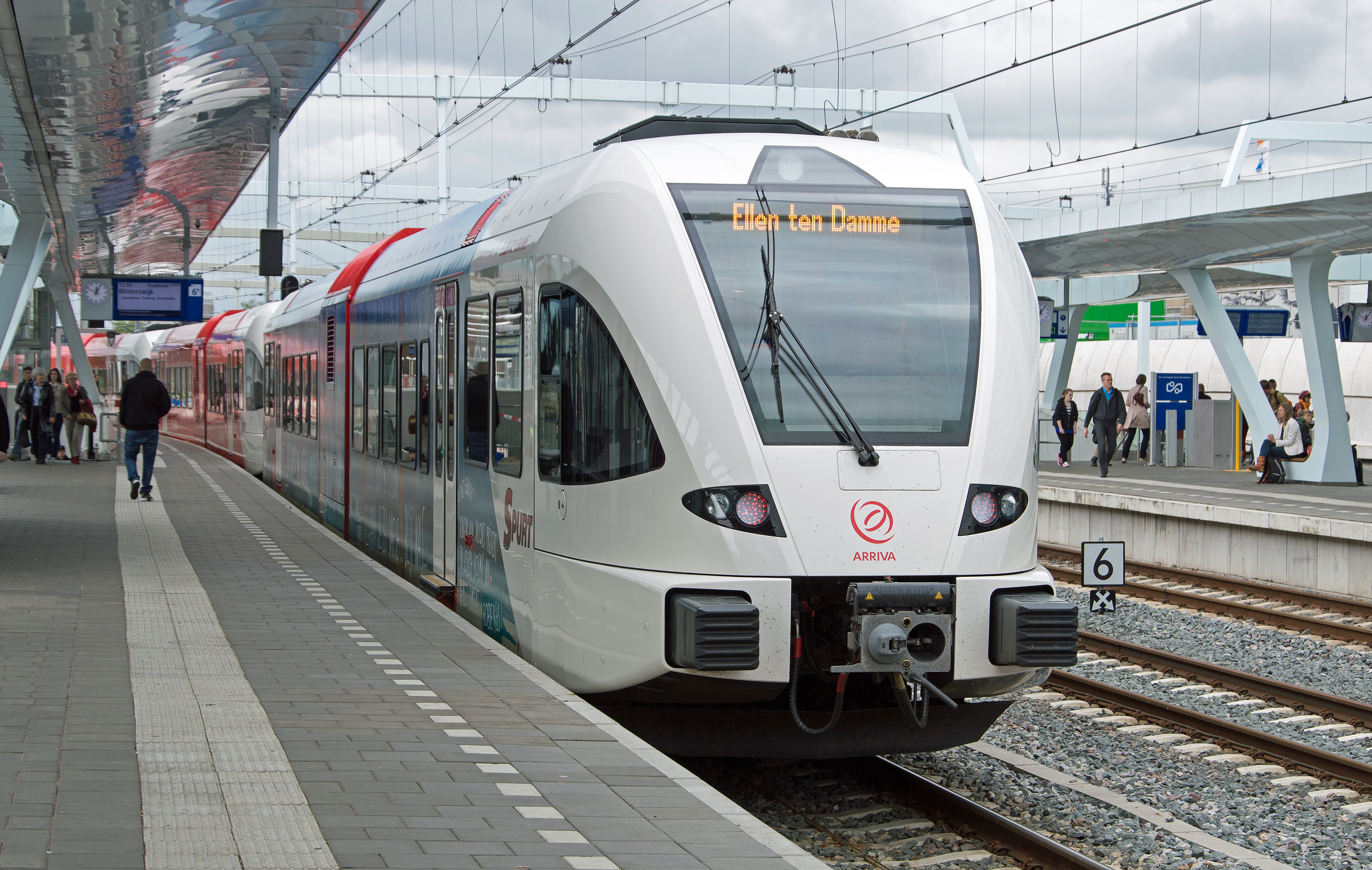
Ellen ten Dammetrein in Arnhem

- De videoclip bij Stay werd gemaakt door filmregisseur Cyrus Frisch.
- Ten Damme figureert in een groot schilderij van Hans Rietbergen (serie Mensen op Bankjes).[15]
- Arriva rijdt in de Achterhoek met treinstel 10260, dat de naam Ellen ten Damme draagt.[16] In 2013 was op de trein een rijdende foto-expositie aangebracht.[17]
- In 2020 en 2021 zong Ten Damme in de beginmuziek van het televisieprogramma De Avondetappe.